# Homero Oppi
Homero Oppi (São Paulo, 16 de janeiro de 1928 — São Paulo, 18 de dezembro de 2002) foi um futebolista brasileiro. Atuava na posição de zagueiro e se consagrou no Corinthians durante a década de 1950.

## Carreira
Homero iniciou sua carreira no extinto clube do Ypiranga, onde já apresentava seu futebol firme, seguro e de técnica apurada que o acompanharia por toda a sua vida como jogador de futebol.
Ainda no Ypiranga, já era considerado na época como um dos melhores zagueiros em atividade no Brasil, despertando a atenção de vários grandes clubes, como o Vasco da Gama e o Corinthians, que o contratou definitivamente. No Corinthians, não só se tornou um dos maiores zagueiros da história do time como também firmou de vez seu sucesso no futebol brasileiro.
Seu primeiro jogo com a camisa alvinegra foi contra o Vasco da Gama (clube que tentou contratá-lo nos tempos em que atuava pelo Ypiranga) no Maracanã, em partida válida pelo Torneio Rio-São Paulo de 1951. O Corinthians conseguiu a vitória fora de casa por 4 a 3. Homero se destacou e se manteve como titular nas próximas partidas.
Foi se mantendo na titularidade, mas Homero somente evitou que o Coringão sofresse gols em sua quinta partida pelo clube. O jogo, também válido pelo Torneio Rio-São Paulo de 1951, foi justamente contra o rival AE Palmeiras. E o Corinthians ganhou o Derby Paulista por 3 a 0. Porém perderia o torneio para o mesmo Palmeiras.
Mas, mesmo não tendo faturado aquele título, já estava evidente que aquele time, formado por Luizinho, Cláudio, Carbone, Baltazar, além de seus colegas da zona defensiva, Olavo, Idário e Cabeção (que mais tarde viria dar lugar à Gylmar), a equipe logo se recompôs e faturou o Campeonato Paulista de 1951. No ano seguinte, conquistou o Campeonato Paulista de 1952, se tornando bicampeão do torneio estadual, desta vez concretizando sua parceria na zaga com Olavo e mostrando-se entrosado com Gylmar, que conquistou a vaga de goleiro titular de Cabeção. Em 1953, a equipe ganhou o Torneio Rio-São Paulo daquele ano. Visando conquistar o Campeonato Paulista de 1954, visando conquistar o Paulista do IV Centenário do Aniversário de São Paulo, sem ter se dedicado o suficiente para o Campeonato Paulista de 1953.
Porém, valeu a pena para o Corinthians concentrar as forças para 1954, pois assim conquistou o Torneio Rio-São Paulo de 1954 e, principalmente, o Campeonato Paulista de Futebol de 1954, lembrado como o Torneio Paulista IV Centenário do Aniversário de São Paulo. Foi seu último título expressivo pelo Timão até encerrar sua carreira no próprio clube, em 1958. As boas atuações de Homero o conduziram à Seleção Brasileira, mas ele não se firmou defendendo a camisa verde-amarela.

## Títulos

### Corinthians
- Campeonato Paulista: 1951[1], 1952, 1954
- Torneio Rio-São Paulo: 1953, 1954